# Droga krajowa B169 (Niemcy)
Droga krajowa 169 (niem. Bundesstraße 169, B 169) – niemiecka droga krajowa przebiegająca  z zachodu na północny wschód od skrzyżowania z drogą B173 w Neuensalz na wschód od Plauen w Saksonii do Chociebuża w Brandenburgii, gdzie krzyżuje się z drogami B97 i B168.

## Miejscowości leżące przy B169

### Saksonia
Neuensalz, Mechelgrün, Bergen, Trieb, Siebenhitz, Falkenstein, Ellefeld, Auerbach, Rodewisch, Wernesgrün, Steinberg, Stützengrün, Nundshübel, Schneeberg, Bad Schlema, Aue Lößnitz, Gablenz, Mitteldorf, Stollberg/Erzgeb., Niederdorf}, Pfaffenhain, Leukersdorf, Neukirchen/Erzgebirge, Chemnitz, Frankenberg (Sachsen), Neudörfchen, Gersdorf, Hainichen, Juchhöh, Arnsdorf, Greifendorf, Heyda, Ebersbach, Döbeln, Weichteritz, Stauchitz, Stösitz, Plotitz, Seehausen, Kalbitz, Oelsitz, Riesa, Zeithain, Lichtensee, Tiefenau, Gröditz.

### Brandenburgia
Prösen, Elsterwerda, Kahla, Plessa, Lauchhammer, Schwarzheide, Senftenberg, Sedlitz, Allmosen, Neu-Seeland, Neupetershain Nord, Drebkau, Klein Oßnig, Klein Gaglow, Chociebuż.

## Historia
Odcinek pomiędzy Chemnitz i Stollberg/Erzgeb. utwardzono i rozbudowano jako szosę w 1823.
W 1937 z Neuensalz do Chociebuża wyznaczono Reichsstrasse 169, która w NRD nosiła nazwę Fernverkehrsstraße 169.